# 京王1000系電車 (2代)
京王1000系電車（けいおう1000けいでんしゃ）は、京王電鉄井の頭線用の通勤形電車。
本項では井の頭線上で東側を「渋谷方」、西側を「吉祥寺方」と表現する。編成単位で表記する必要がある場合は吉祥寺方先頭車の車両番号を編成名表記（例：1701F、末尾の「F」は編成を意味するFormationの頭文字）として扱い、各編成について取り扱う際はこの番号を用いる。

## 概要
輸送力増強および老朽化した3000系の置き換えのため、1996年（平成8年）1月9日に営業運転を開始した。
井の頭線用としては3000系以来34年ぶりの新型車両であり、初めて20 m級車体およびVVVFインバータ制御を採用した。
製造は日本車輌製造と東急車輛製造が担当し、5両編成29本の計145両が導入された。登場当時の「京王帝都電鉄」としては最後の新規形式で、1998年（平成10年）7月1日に社名が「京王電鉄」へ変更となった後も投入が続けられた。

## 車両概説

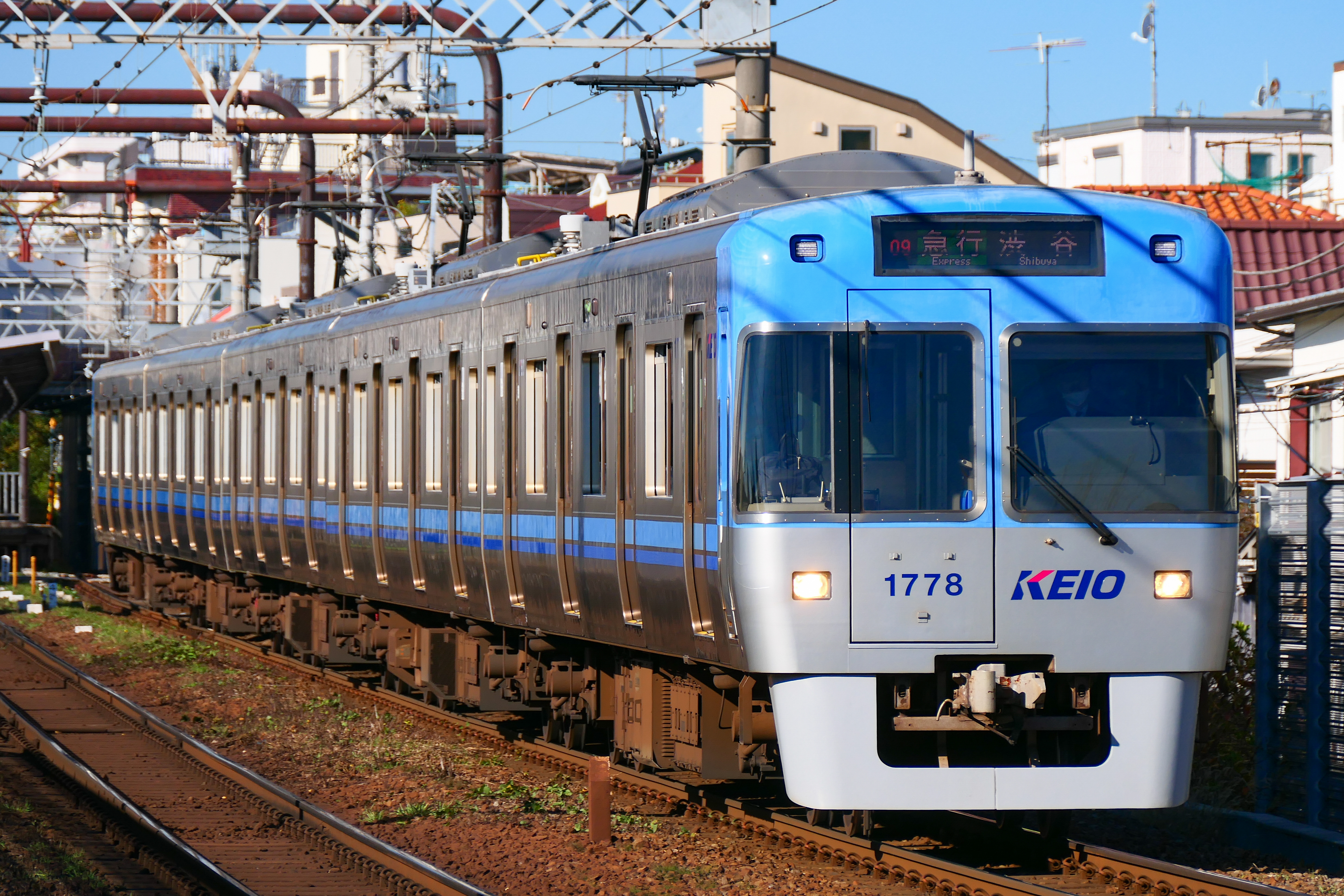
車体構造が変更された2008年度以降導入車（1721F以降）。
先頭形状が3000系リニューアル車に一層近くなった。

### 車体
3000系同様ステンレス製であるが、輸送力増強を目的として、各車両の全長は同系列の18m級から井の頭線用車両では初の20m級となり、客用ドアの数も同系列の片側3か所から4か所となった。乗車定員も増え、車内の天井も約10 cm高くなった。同系列と同様に裾絞りがあり、外板は4次車・1715Fまではビードプレス（凹凸）付きである。加えて車体側面に車外放送スピーカーも設置された。行先表示器はLED式でローマ字を併記するが、1710Fまでは当初はローマ字と各停運用時の種別表記がなかった。書体はゴシック体。また、運行番号表示器は営業運転開始時には先頭車の前面左上部に設置されていたが、後に中央左端（車掌台）に移設された。
先頭形状は3000系更新車と共通イメージだが、新たに非常用貫通扉を設置し、これを助士席側に寄せた構造となっている。この部分の塗装は編成ごとにパステルカラー7色（レインボーカラー）を使い分けている（後述）。前面行先表示器回りのデザインは同系列の前照灯のイメージを残している。車体四隅に設置されている灯火類やパノラミックウィンドウは初代5000系を意識した形状・配置となっている。なお、窓下の灯火類が単独設置の前照灯で、行先表示器の両側には急行標識灯と尾灯がまとめて入っている。
貫通扉下部には車両番号が表記され、その周囲にヘッドマークを装着するステーが設けられている。
2008年度導入車より、妻面窓や側面のビードプレスの廃止、行先表示器のフルカラーLED化、正面行先表示器と運行番号表示器の一体化など仕様が一部変更され、番号も21 - ・71 - となった。そのため、16 - 20・66 - 70は当初から欠番となっている。
パンタグラフは全編成とも3基搭載されている。そのため、1710Fまではサハ1500形にもパンタグラフが搭載されている。初期に落成した編成は菱形パンタグラフであったが、1710Fのデハ1010でシングルアーム式が試験搭載された後、1711F以降は新造時からシングルアーム式を搭載した。従来車についても順次換装されたため、全編成がシングルアーム式に統一されている。屋根上に設置された冷房装置は集中式で、補助送風機としてラインデリアを装備する。

### 内装
車内はロングシートで、各客用ドア上には車内案内表示装置とドアチャイムを設置している。

#### 乗務員室

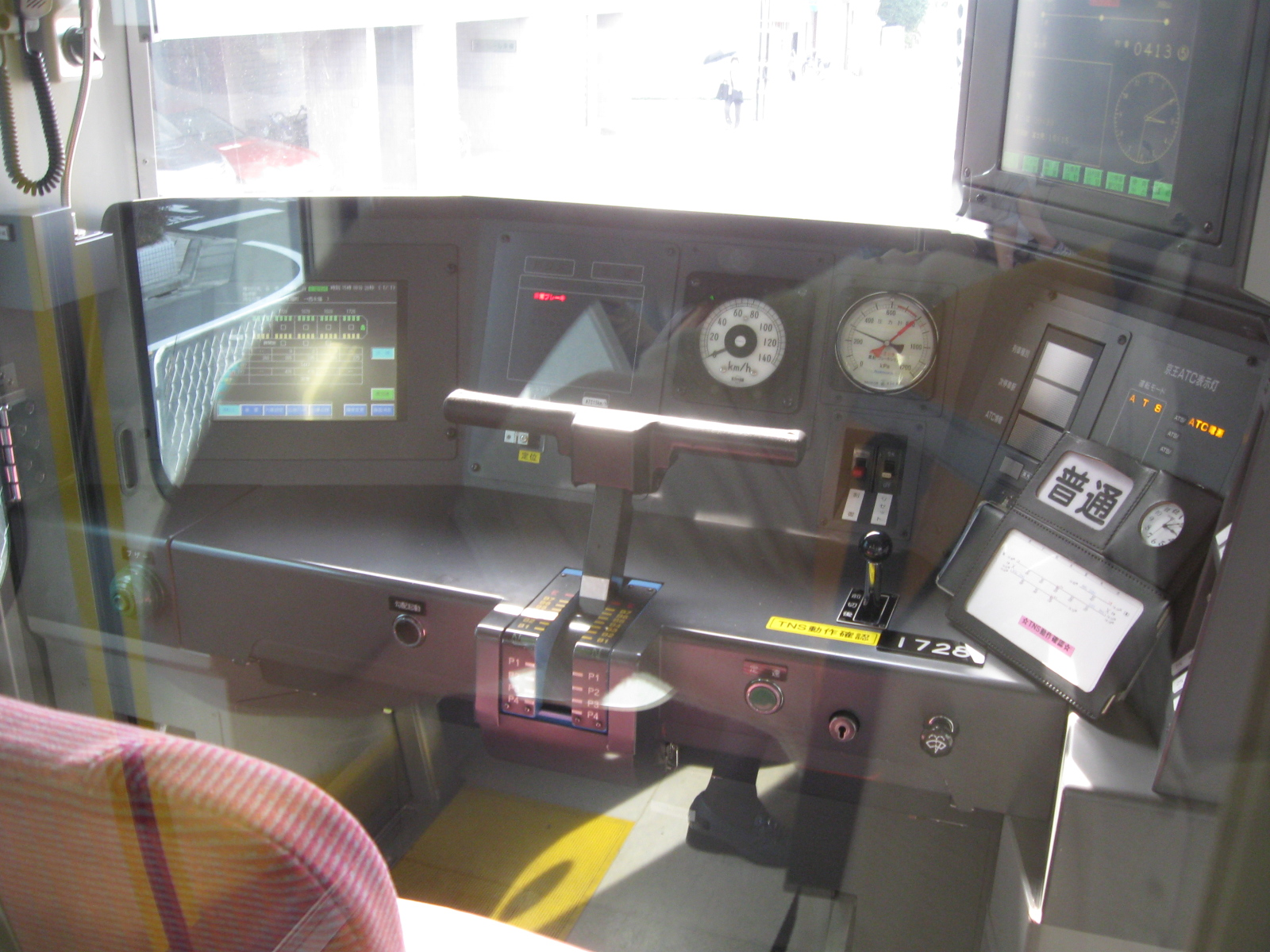
運転台（クハ1728）

井の頭線車両で初のワンハンドル式主幹制御器、また、京王の車両では初の電子警笛が装備された。1710Fまでは低運転台構造、1711F以降は145 mm高くした高運転台構造となっている。乗務員室背面仕切壁は客室から見て左側に大窓、右側に仕切扉（窓入り）があり、1712F以降は大窓の下辺高さが高くなった。

### 機器類
本系列は井の頭線初のVVVFインバータ制御車両となっている。初期の編成は軽量車体に大出力の主電動機を搭載したことでMT比（電動車と付随車の構成比）2M3Tを実現したが、2003年（平成15年）製の1711F以降ではMT比が3M2Tに変更されている。これは初期の編成で雨天時の空転や滑走などが多発して問題となったため。なお、1710Fまでの編成では、セラジェット噴射装置を搭載するなど新たに対策を施して問題を解消した。
VVVFインバータ制御装置の制御素子は以下のとおり。
- 1710Fまでの奇数編成は東洋電機製造製の逆導通GTOサイリスタ（RG655-A-M、4500V/3000A、1C2M×2群）[7]、偶数編成は日立製作所製3レベルIGBT（VFI-HR2420A、2000V/325A、1C2M×2群）で、各M車に搭載される。
- 1711F - 15Fは東洋電機製造製のIGBTで、デハ1000形にはユニットを組むデハ1050形も制御するRG682-A-Mを、単独M車のデハ1100形はRG683-A-Mを搭載する。装置は1C4M2群制御または1群制御で、ベクトル制御に対応している[8]。
- 1721F以降では日立製作所製のIGBTで、デハ1000形にVFI-HR2820Kを、デハ1100形にVFI-HR1420Tを搭載する。装置はスペクトラム拡散方式・ベクトル制御で、全電気ブレーキに対応している[9]。

2011年には、本系列の1両に東洋電機製造の狭軌用全閉内扇形主電動機が搭載され、性能確認が行われた。
朝ラッシュ時の使用を想定した定速制御の機能を持っているが、井の頭線内では頻繁に加減速を行っているため、使用する機会は少ない。

## 塗装
編成番号と車体色の対応は下表のとおりであり、「第n編成の車体色はnを7で割った余りに対応する」という規則がある。この規則は3000系と基本的に同一である。
1721F以降はベージュが明度不足であることからオレンジベージュに変更され、のちに1706Fと1713Fもベージュからオレンジベージュへと変更された。それら以外は下記の規則どおりとなっており、編成番号同様正面色も1716F（アイボリー） - 1720F（ベージュ）が飛ばされている。
|                  |                    | 1701F - 1715F | 1701F - 1715F | 1701F - 1715F | 1721F - 1734F | 1721F - 1734F | 1721F - 1734F |
| 1.               | ブルーグリーン     | 01            | 08            | 15            |               | 22            | 29            |
| 2.               | アイボリーホワイト | 02            | 09            |               | 23            | 30            |               |
| 3.               | サーモンピンク     | 03            | 10            | 24            | 31            |               |               |
| 4.               | ライトグリーン     | 04            | 11            | 25            | 32            |               |               |
| 5.               | バイオレット       | 05            | 12            | 26            | 33            |               |               |
| 6.               |                    |               |               |               |               |               |               |
| オレンジベージュ | 06                 | 13            | 27            | 34            |               |               |               |
| 0.               | ライトブルー       | 07            | 14            | 21            | 28            |               |               |

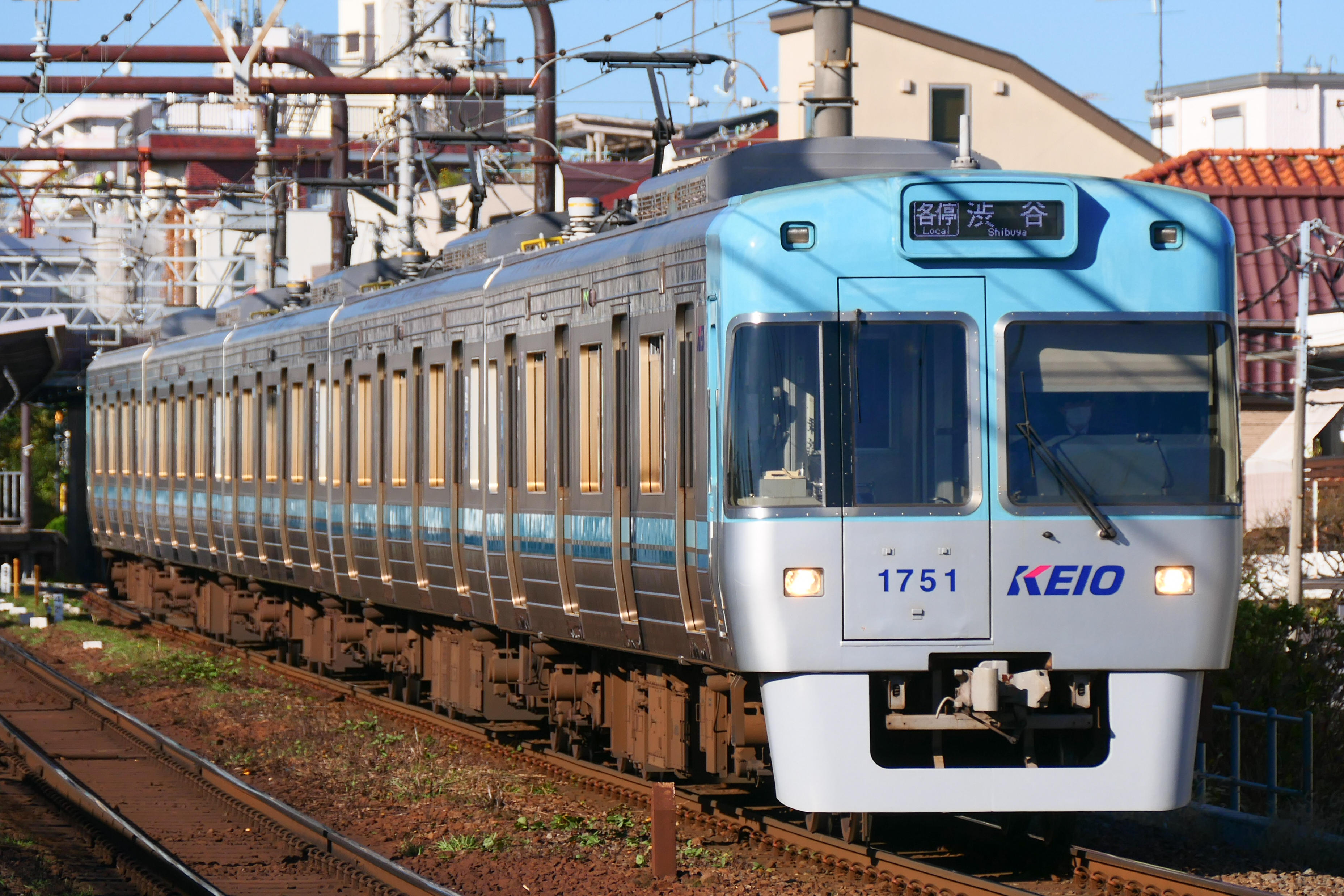
ブルーグリーン1701F（2022年12月7日 池ノ上駅 - 駒場東大前駅間）
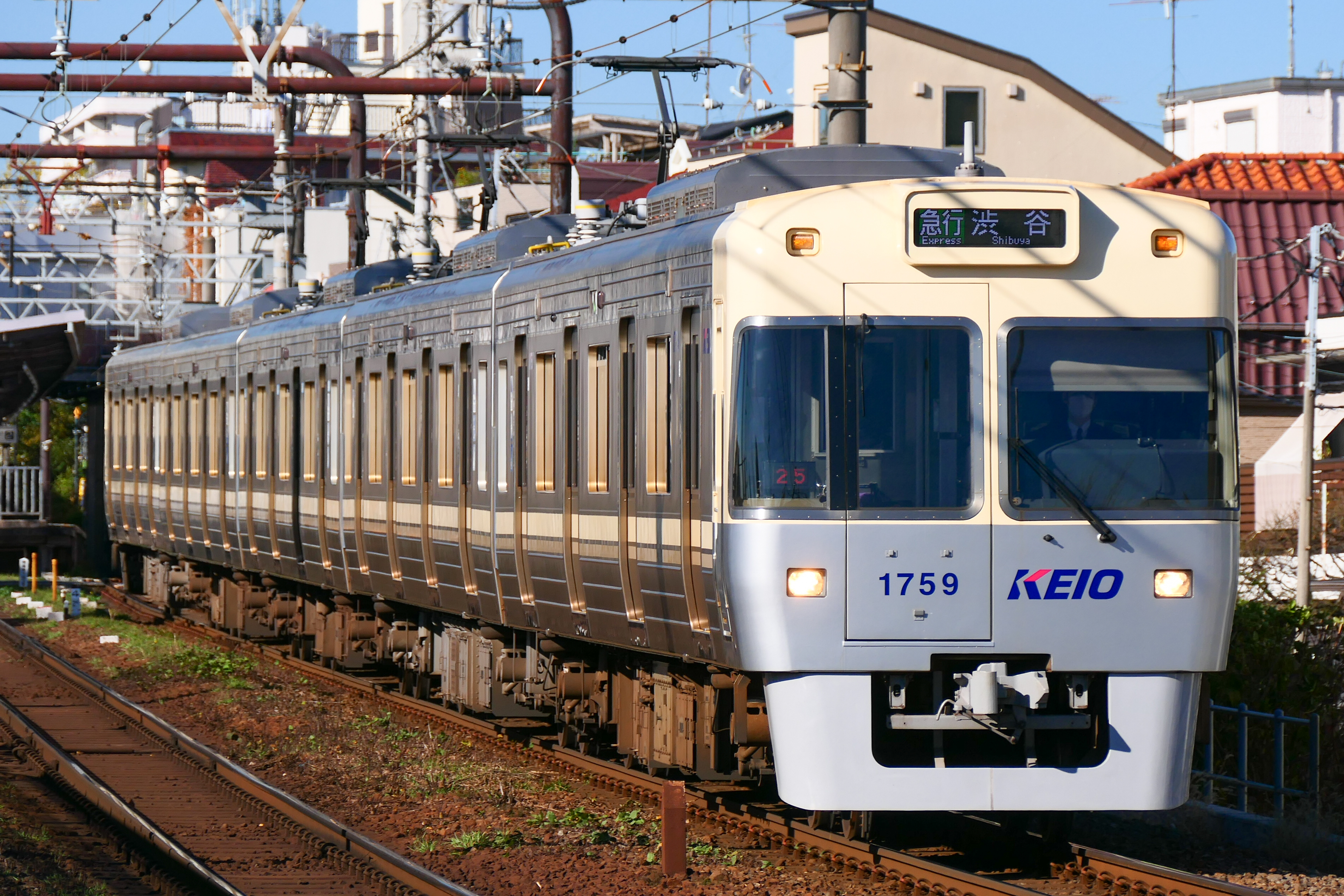
アイボリーホワイト1709F（2022年12月7日 池ノ上駅 - 駒場東大前駅間）
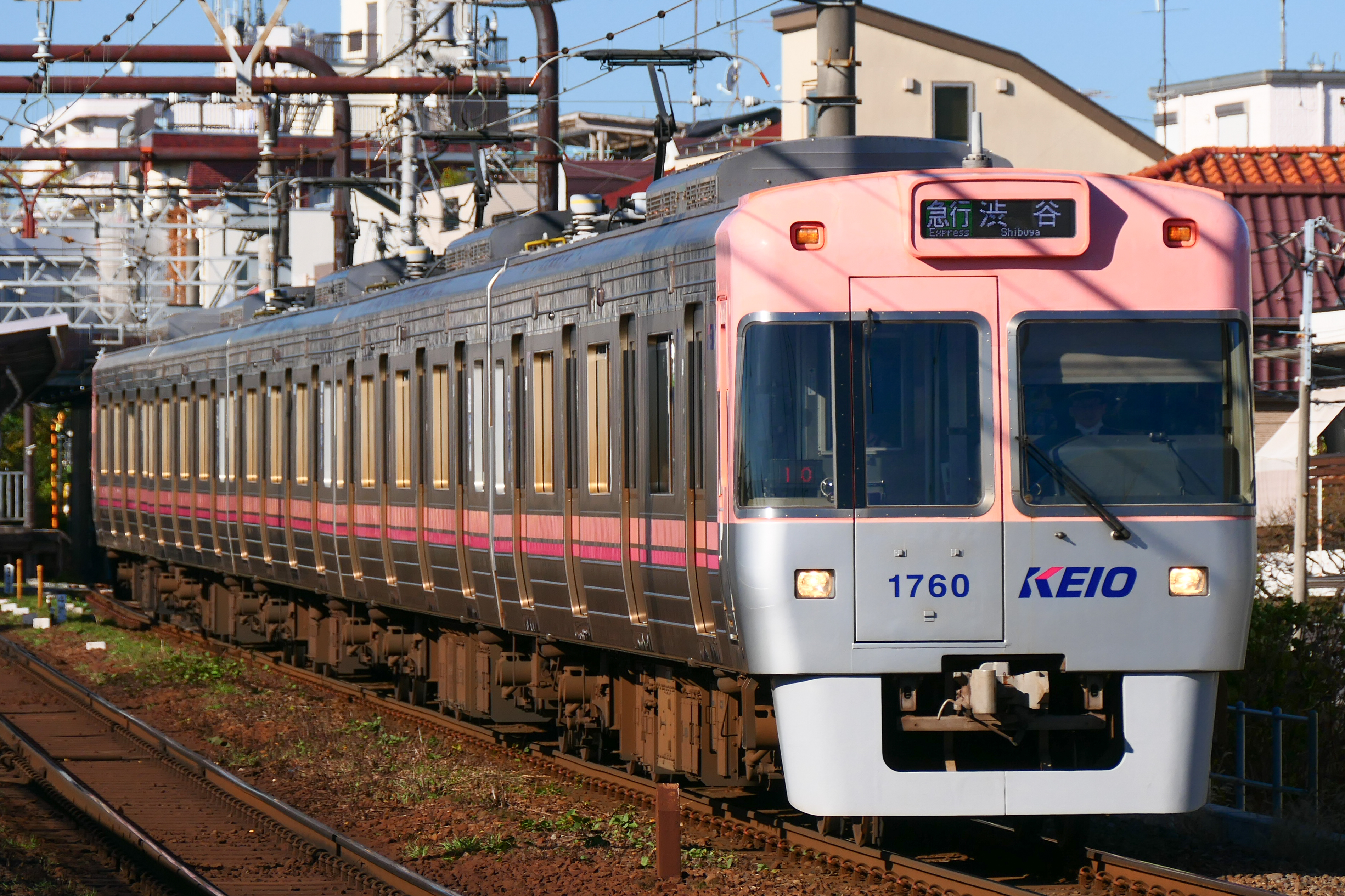
サーモンピンク1710F（2022年12月7日 池ノ上駅 - 駒場東大前駅間）
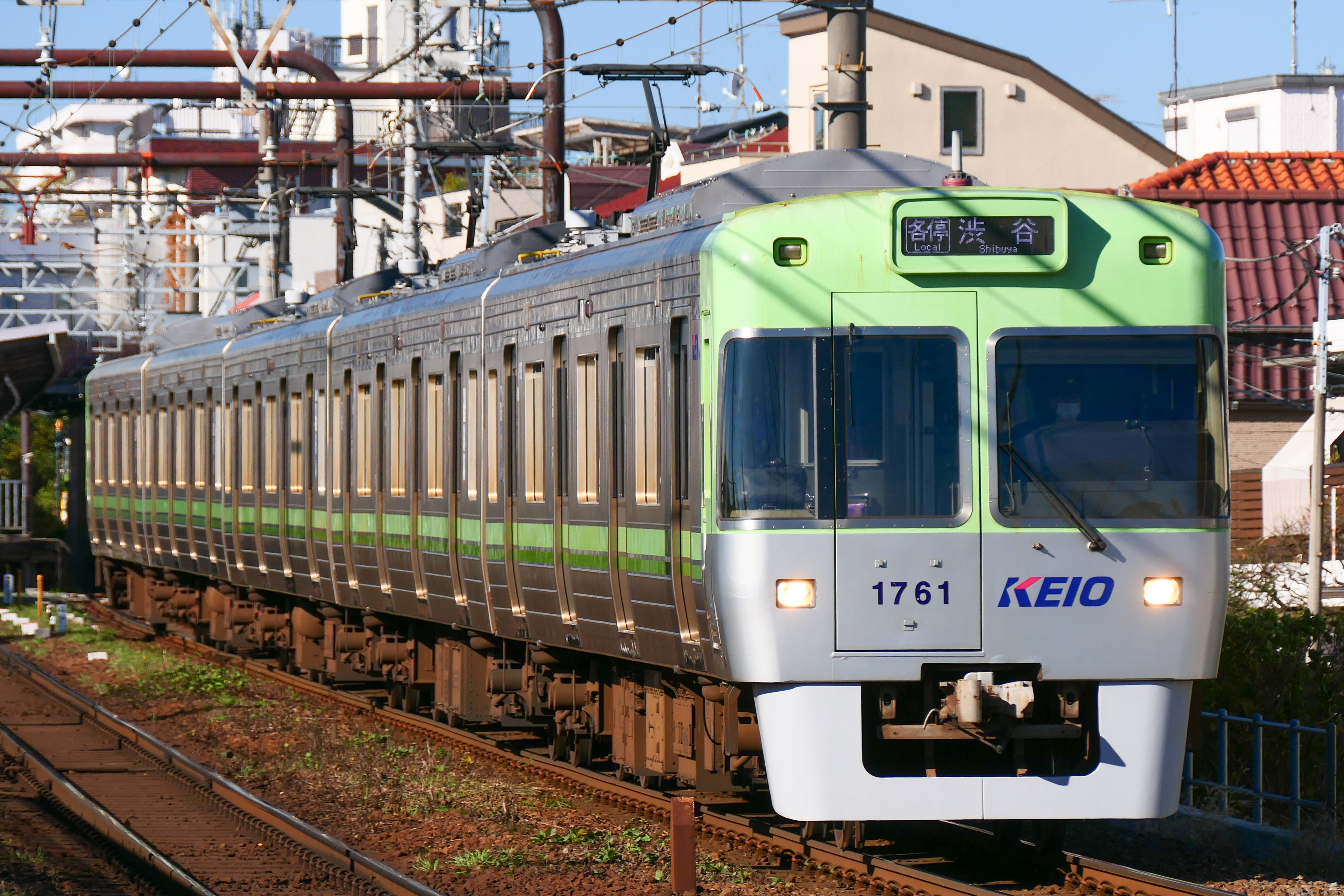
ライトグリーン1711F（2022年12月7日 池ノ上駅 - 駒場東大前駅間）
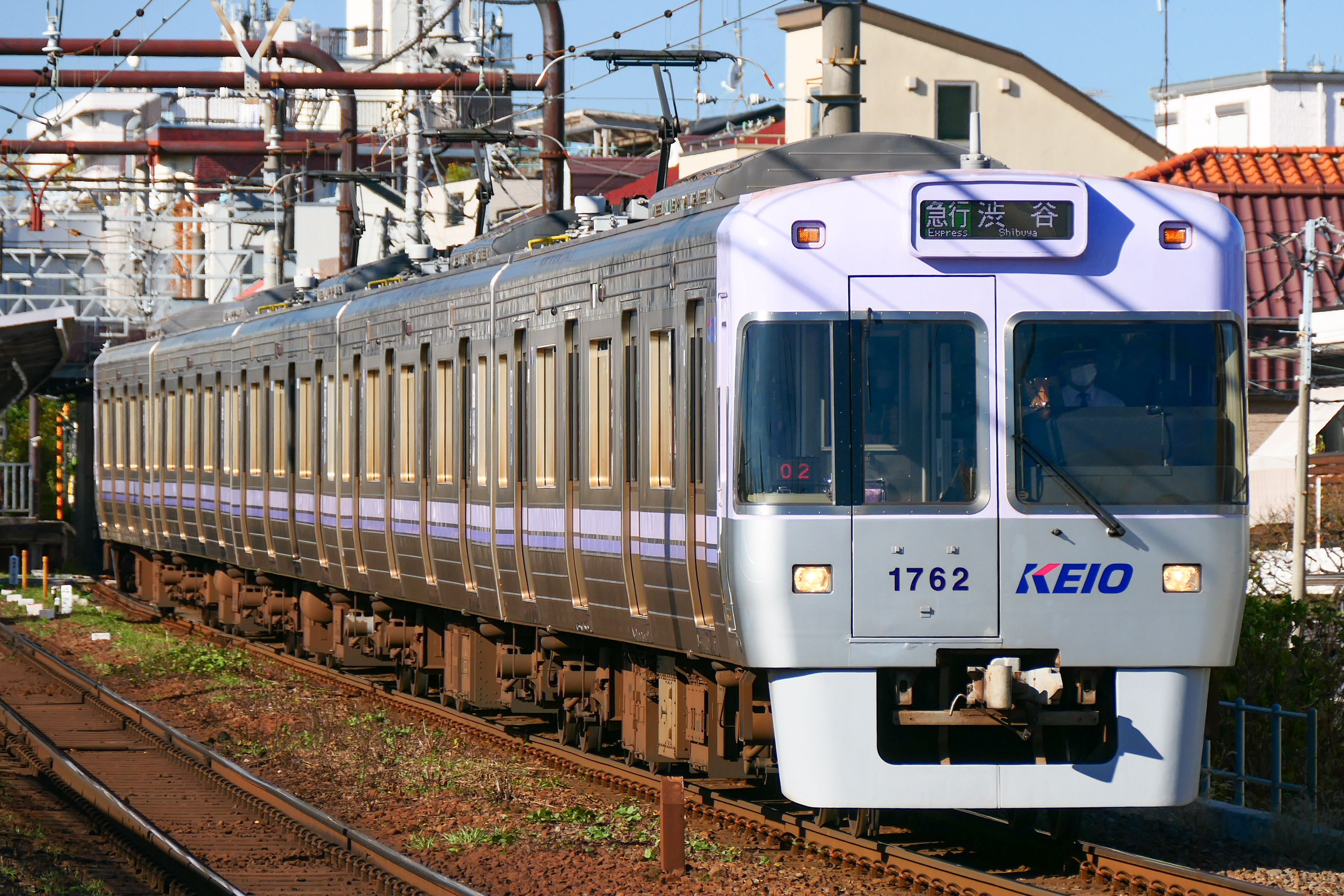
バイオレット1712F（2022年12月7日 池ノ上駅 - 駒場東大前駅間）
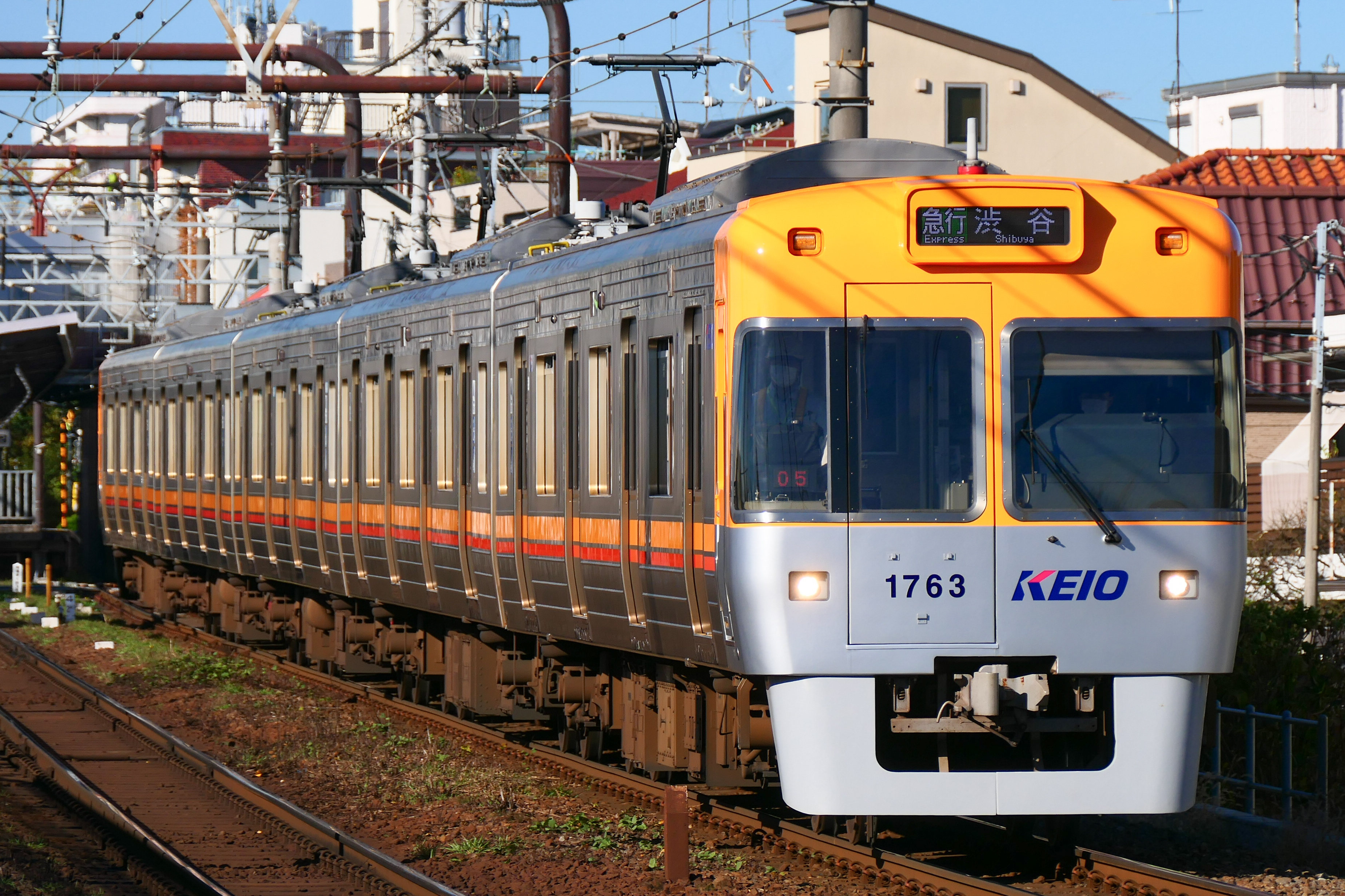
オレンジベージュ、1713F（2022年12月7日 池ノ上駅 - 駒場東大前駅間）
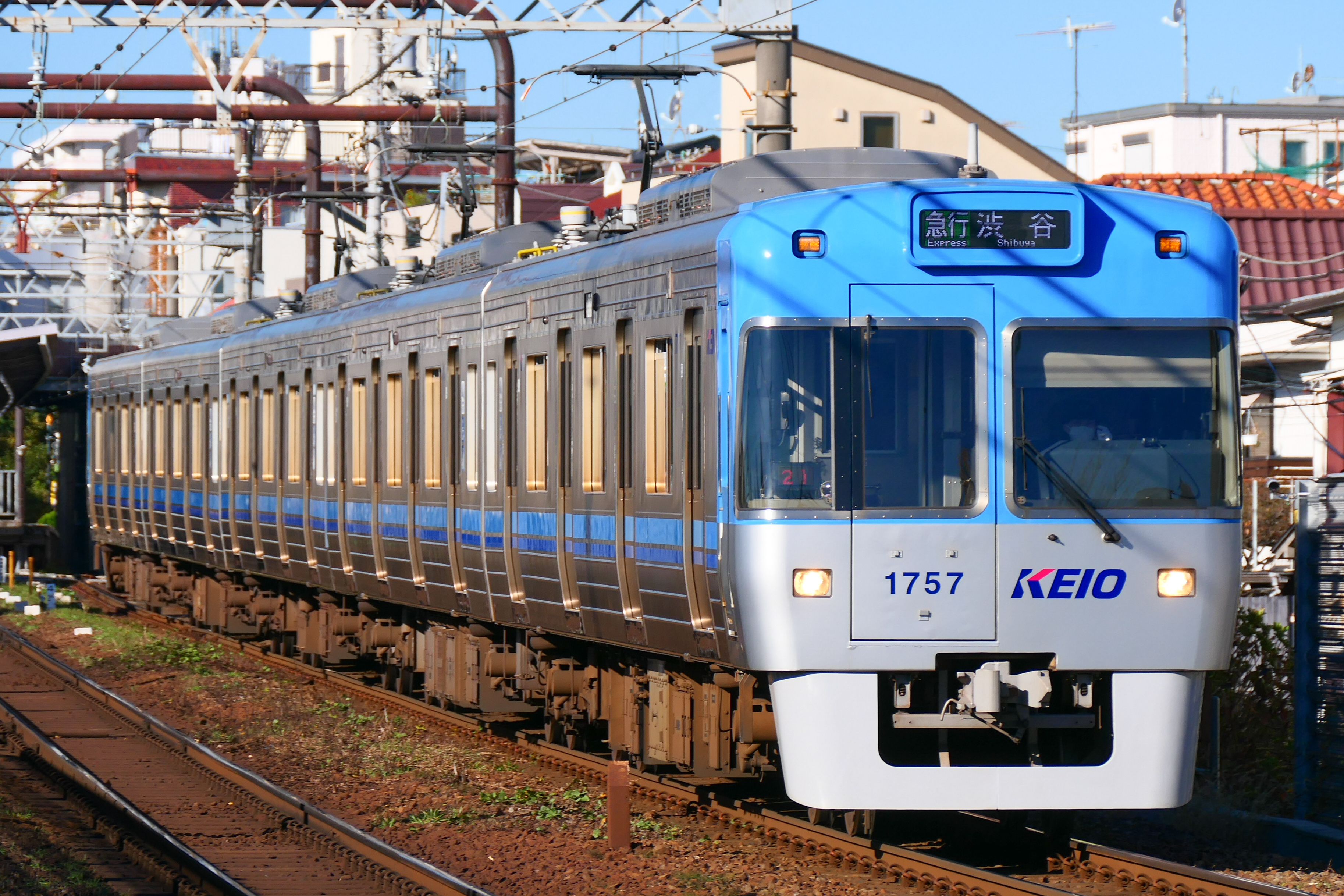
ライトブルー、1707F（2022年12月7日 池ノ上駅 - 駒場東大前駅間）
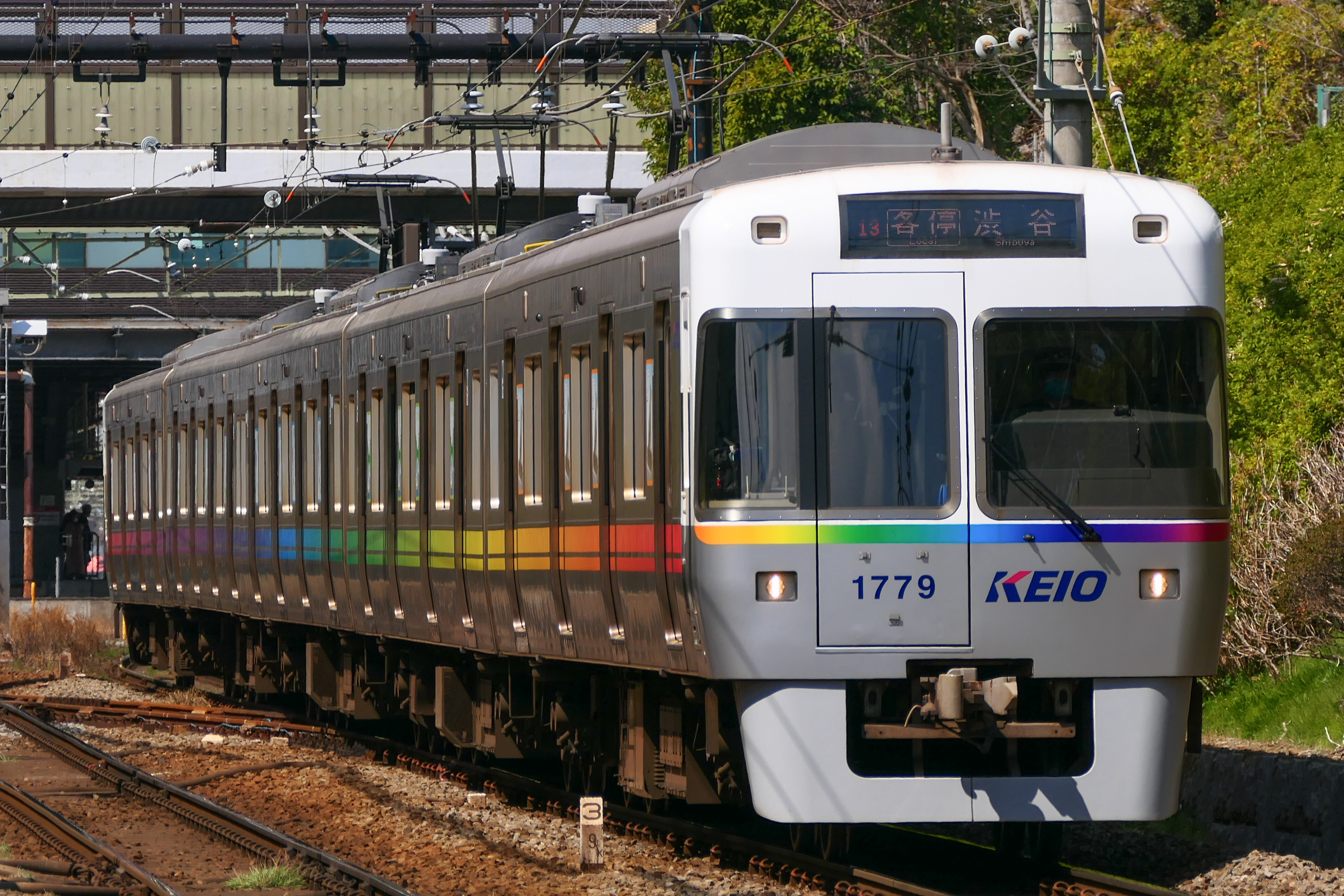
特別ラッピング車両、1729F（2024年3月20日 富士見ヶ丘駅 - 高井戸駅間）

### 特別ラッピング車両
1729Fは2012年10月3日より、井の頭線のイメージカラーであるレインボーカラーのラインと沿線の名所や魅力（ハチ公、井の頭公園、神田川、あじさい、さくら）を表現したステッカーを貼付した特別ラッピング車両として運行を開始した。正面色は、清潔感のある「ホワイト」がベースとなっている。
また車内の液晶ディスプレイを2画面化し、「京王DG（デジ）チャンネル」として2012年11月からテレビ東京製作のニュース番組『NEWS EXPRESS』や『空から京王沿線を見てみよう』（『空から日本を見てみよう』の京王沿線バージョン）、天気予報やCMの放映を行っている。
期間は1年間を予定していたが、2013年11月以降もラッピングを継続している。

## 次車別解説

### 1・2次車
- 1701F - 1710F

1995年 - 1998年度製造。3編成のみ日本車両製造が製造を担当した。
内装
- 8000系に近い仕様で製造されたため、内装もそれに合わせた形になっている。
- つり革は1000系唯一の丸型であるが[5]、一部増設されたつり革は三角型。
- LED式旅客案内表示器を設置[5]。
- 冷房装置の冷房能力は48.84kW（42,000kcal/h）。

### 3・4次車
- 1711F - 1715F

2002年 - 2004年度製造。本グループ以降、製造は全車東急車輌が担当している。
内装・その他変更点
- 落成直前に登場していた9000系0番台に準じて製造されたため、内装もそれに合わせた形になっている[8]。
- 側窓ガラスはすべて開閉可能から約半数を固定窓とした[5]。
- 座席を蹴込み支持から片持ち支持式に変更、合わせて1人当たりの掛け幅を440 mmから450 mmに拡大[5]。座席端の仕切りは8000系の同様のステンレスパイプ式から大形の袖仕切板に変更、座席間には縦握り棒を1本新設[8]。
- 一部で「おもいやりぞーん」（優先席）となる車端部の4人掛け座席は、一般席よりも荷棚高さを100 ㎜、つり革高さを50 mm、座席高さを10 mm下げた[8]。
- 客用ドア前の床面を1・2次車よりも滑りづらい床敷物に変更[8]。
- つり革は丸形から三角型に変更[5]。
- 客用ドアのドアガラス支持を外側から内側に変更して室内側段差をなくした[注 6][5]。
- 車内のドア上部にLED1段式旅客案内表示器を千鳥配置で設置し、ドアチャイムを新造時から設置[8]。
- 台車は1・2次車と同等の軸梁式ボルスタレス台車だが、基礎ブレーキをシングルブレーキからユニットブレーキに変更[8]。
- 制御車には車輪の滑走を防ぐ滑走防止装置を新設[8]。
- 製造当初からシングルアーム式パンタグラフを装備[8]。

駆動装置点検蓋に関しては1710Fまで設置していたが、1711F以降は省略された。

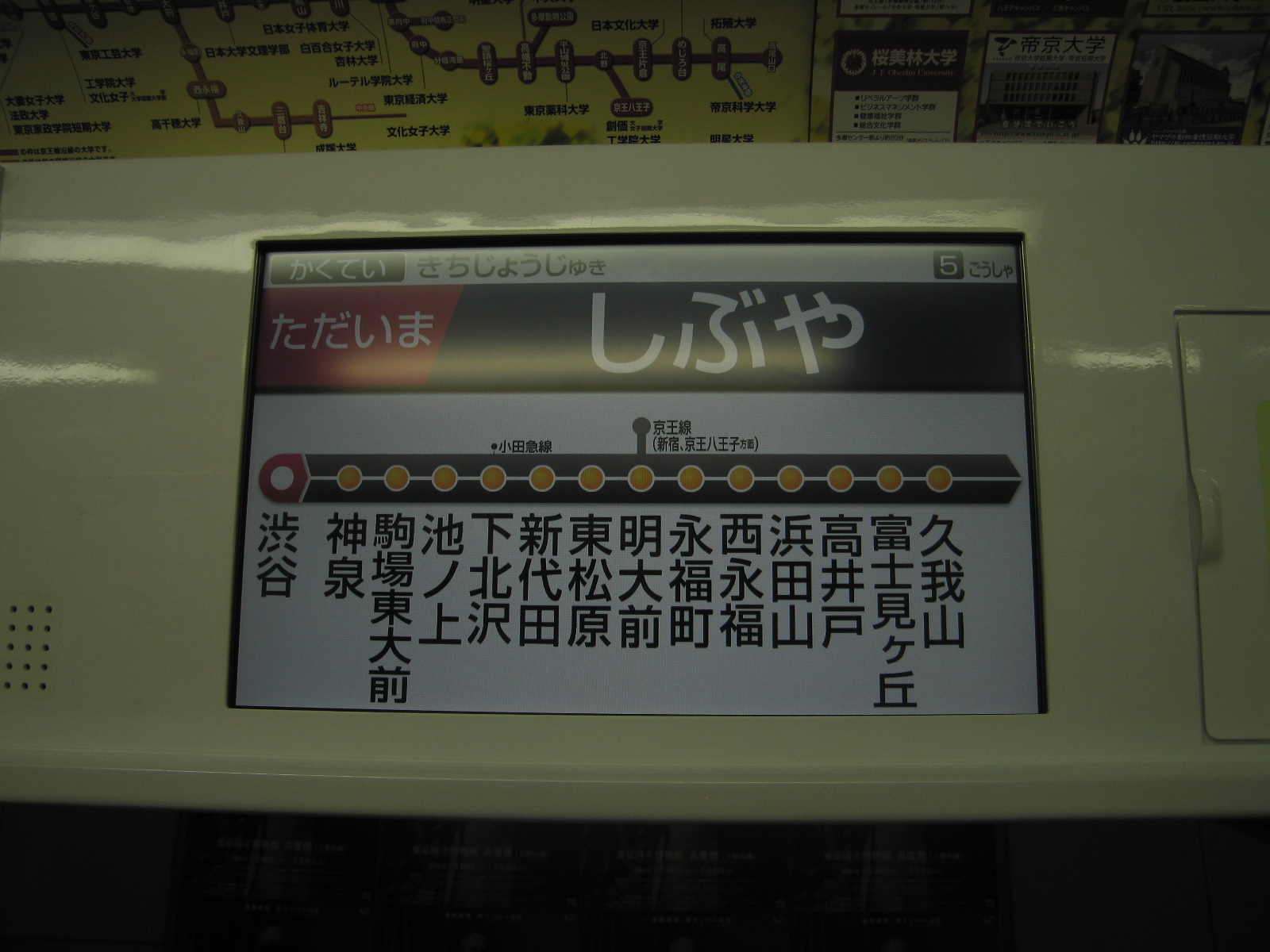
1721Fより設置された液晶ディスプレイ

### 5・6次車
- 1721F - 1734F

2008年 - 2009年度製造。保安装置改良に伴いATCを新造時から搭載している。これまでのモニタ装置に代わり、日立製作所が開発した「ATI」（車両情報制御装置）シリーズから、補機制御機能、検修支援機能などモニタ機能に特化した「ATI-M」と乗客情報サービス機能に特化した「ATI-S」を統合した高機能形「ATI-M＆S装置」を採用。
内装・その他変更点
- 9000系30番台に準じて製造されたため、内装もそれに合わせた形になっている。
- 側窓ガラスをUVカットガラスに変更し、カーテンと妻面窓を廃止[5]。
- 3・4次車では車端部4人掛け座席のみ実施していた荷棚・つり革高さの低下をすべての座席で実施[9]。
- 17インチワイドサイズの液晶ディスプレイ方式の車内案内表示装置を各客用ドア上部に設置[9]。
  - なお、液晶ディスプレイは後述の1729Fを皮切りに1画面から2画面への増設が開始されている。
- 車内の袖仕切りは樹脂製から金属製に変更と大型化、周辺の手すりは湾曲した形状に変更[9]。
- 客用ドアは室内側の化粧板仕上げを取りやめ、ステンレス無地に変更[5]。ドアガラスの支持方法は接着式（ボンディング方式）に変更[9]。
- 室内出入口床面に黄色着色、連結間渡り板（サン板）にも黄色着色、またドア先端部に黄色いラインを貼り付けした[9]。
- 車外においても出入口部分（靴摺り〈くつずり〉）をホーム側に傾斜させ、さらに黄色い滑り止めシートを設置[9]。
- 連結面貫通路幅を800 mmから910 mmに拡幅、各連結間の扉は一部省略を取りやめ、すべての貫通路に設置[5]。
- 冷房装置は冷房能力を48.84kW（42,000kcal/h）から58.14kW（50,000kcal/h）に増強[9]。
- 補助電源装置（静止形インバータ）は130kVA容量から170kVA容量に増大[9]。
- 形式番号、禁煙標示、製造所表示はプレート式からステッカー式に変更[5]。このステッカーには製造年の記載がない[注 7]。

ほかにも、井の頭線で初となる自動放送装置の設置工事も行われており、2012年10月以降は設置が完了した編成から順次使用を開始している。
井の頭線では客室照明を蛍光灯からLED照明に交換しており、現在は全車LED照明となっている。

## リニューアル
1995年 - 1998年製造の1・2次車と2002年 - 2004年に製造された3・4次車の全編成を対象に、2016 - 2020年度までにリニューアルがなされた。
施工内容は以下のとおり。

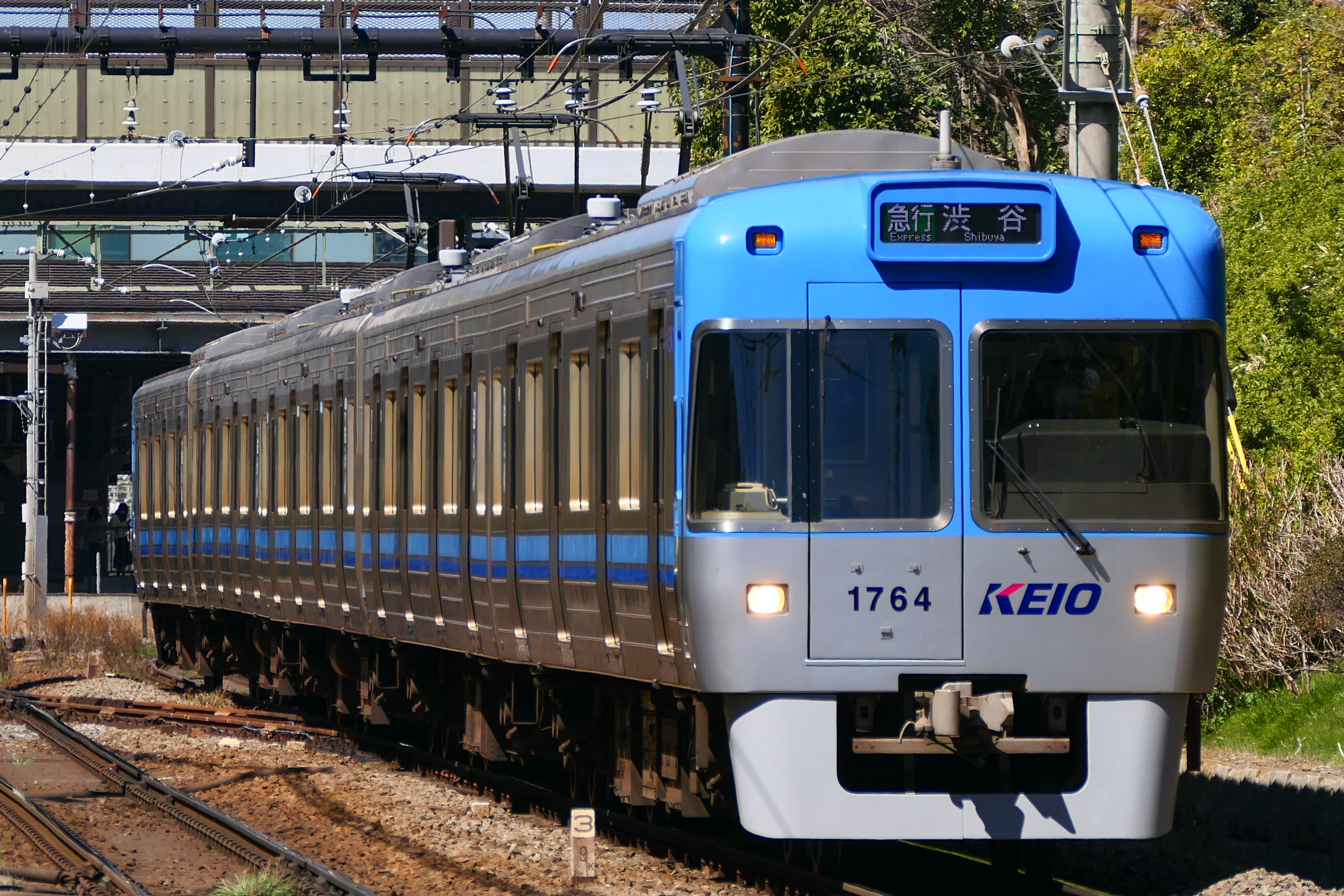
リニューアルが行われた1714F（2024年3月21日 富士見ヶ丘駅－高井戸駅間

- 編成中間の3号車を付随車から電動車に改造・改番（サハ1500形→デハ1050形）。
- VVVFインバータ制御装置の取り替え（東洋電機製造製）。
  - デハ1000形にRG6031-A/B-Mを、デハ1100形にRG6032-A/B-Mを搭載する（1・2次車は-A-、3・4次車は-B-）[18][19]。
  - 機器はIGBT素子を採用、1C4M2群制御、ハイブリッド・ベクトル制御、全電気ブレーキ対応[18]。
  - 2号車デハ1000形と3号車デハ1050形のユニット化。断流器箱、フィルタリアクトル（ノイズ除去コイル）を新品に取り替え[18][19]。
- 主電動機を全閉内扇形の三相誘導電動機に取り替え[18]。
- 補助電源装置を三菱電機製のハイブリッドSiC素子を使用した静止形インバータ（SIV）に取り替え[19]。
  - 編成中2台のSIV出力波型を同期させた並列同期運転を採用[19]。SIVの負荷が小さい場合には、片方のSIVを休止させる機能を搭載する（並列同期・休止運転方式）[19]。
- 車外および車内放送用スピーカーの交換。
- カーテン、床敷物、化粧板の交換。
- 自動放送装置の設置。
- ロングシートの袖仕切の大型化。
- スタンションポールの取り付け。
- 車内照明をLED照明に交換。
- 各車両の車端部にフリースペースを増設[19]。
- 液晶式2画面の車内案内表示器を設置。
- 客用ドアは複層ガラスのものに交換。
- つり革を、三角型（前述の増設されたもの、および優先席）のものも含め丸型（従来よりも直径が大きく、握り部が太いもの）に交換。
- 車内防犯カメラを設置[20]。

## 編成表
|      |               | ← 渋谷吉祥寺 → | ← 渋谷吉祥寺 → | ← 渋谷吉祥寺 → | ← 渋谷吉祥寺 → | ← 渋谷吉祥寺 → | 電動車と付随車の構成（MT比） | 制御装置                                                           |
| 号車 | 号車          | 5              | 4              | 3              | 2              | 1              | 電動車と付随車の構成（MT比） | 制御装置                                                           |
| 編成 | 1701F - 1710F | クハ1750       | デハ1100       | サハ1500       | デハ1000       | クハ1700       | 更新前:2M3T 更新後:3M2T      | 奇数編成更新前：東洋GTO、偶数編成更新前：日立IGBT 更新後：東洋IGBT |
| 編成 | 1711F - 1715F | クハ1750       | デハ1100       | デハ1050       | デハ1000       | クハ1700       | 3M2T                         | 東洋IGBT（更新前：RG682・3-A-M、更新後：RG6031・2-B-M）            |
| 編成 | 1721F - 1734F | クハ1750       | デハ1100       | デハ1050       | デハ1000       | クハ1700       | 3M2T                         | 日立IGBT                                                           |